# Gourie

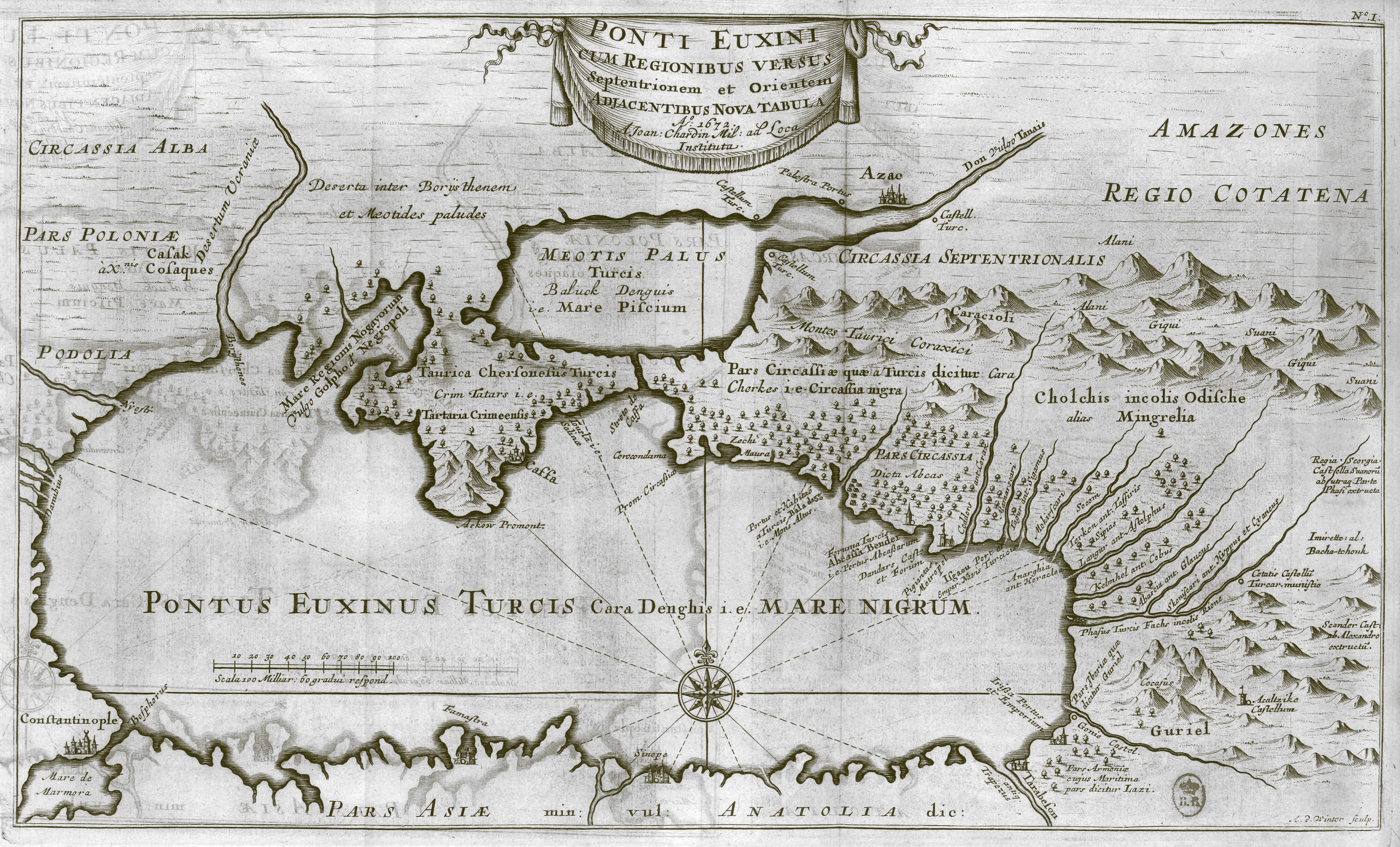
Carte de la Mer Noire par Jean Chardin (1672).

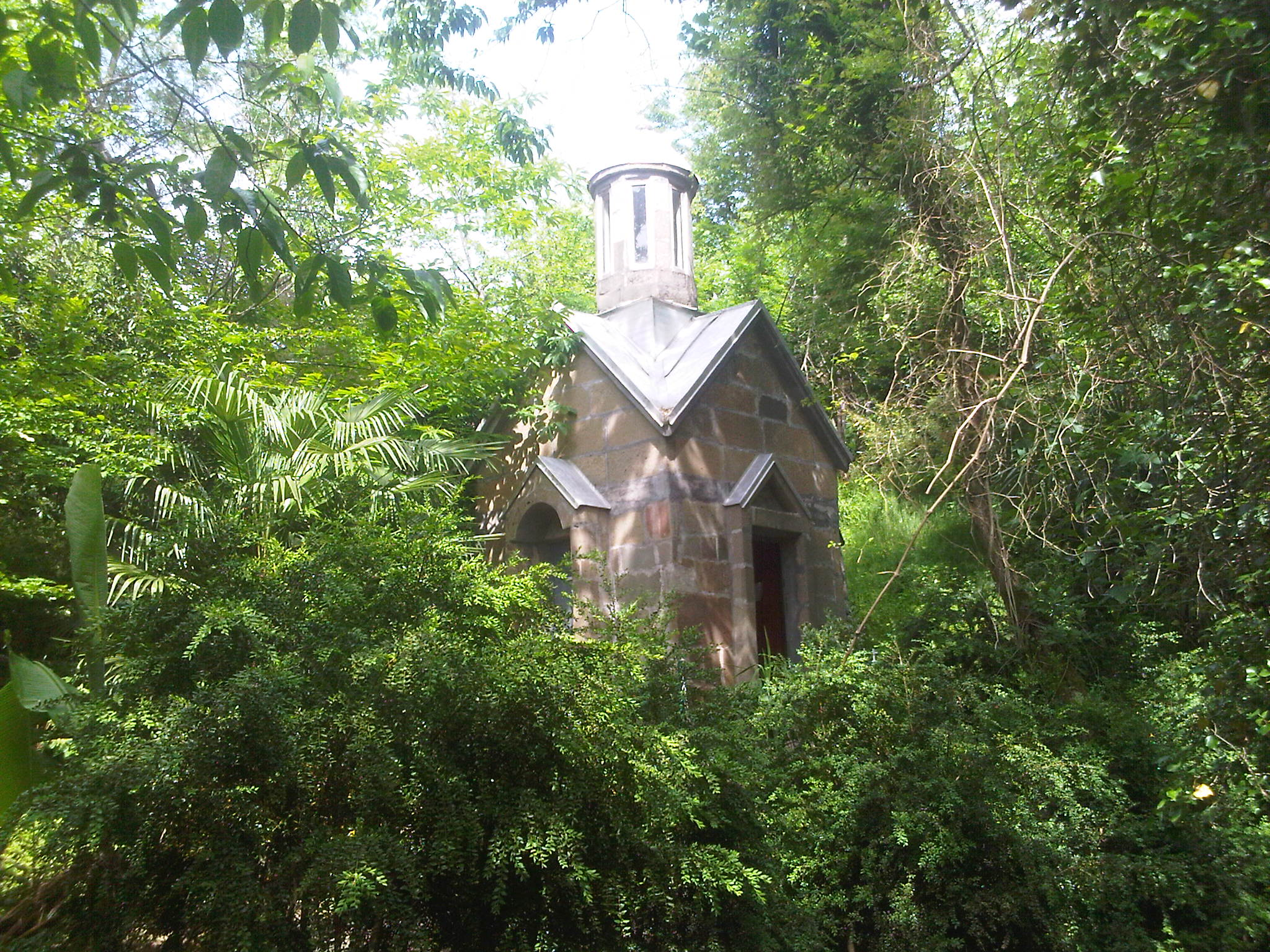
Monastère de Jikheti

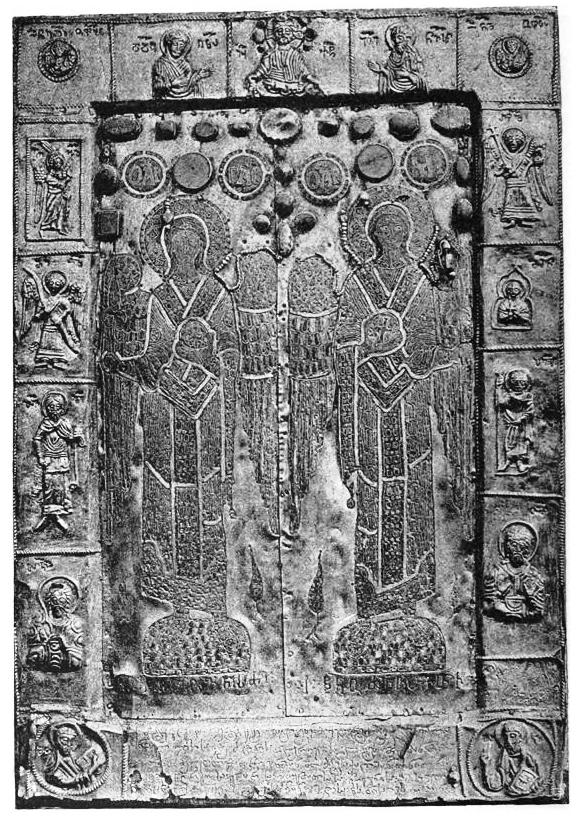
Monastère de Jumati : icône des archanges

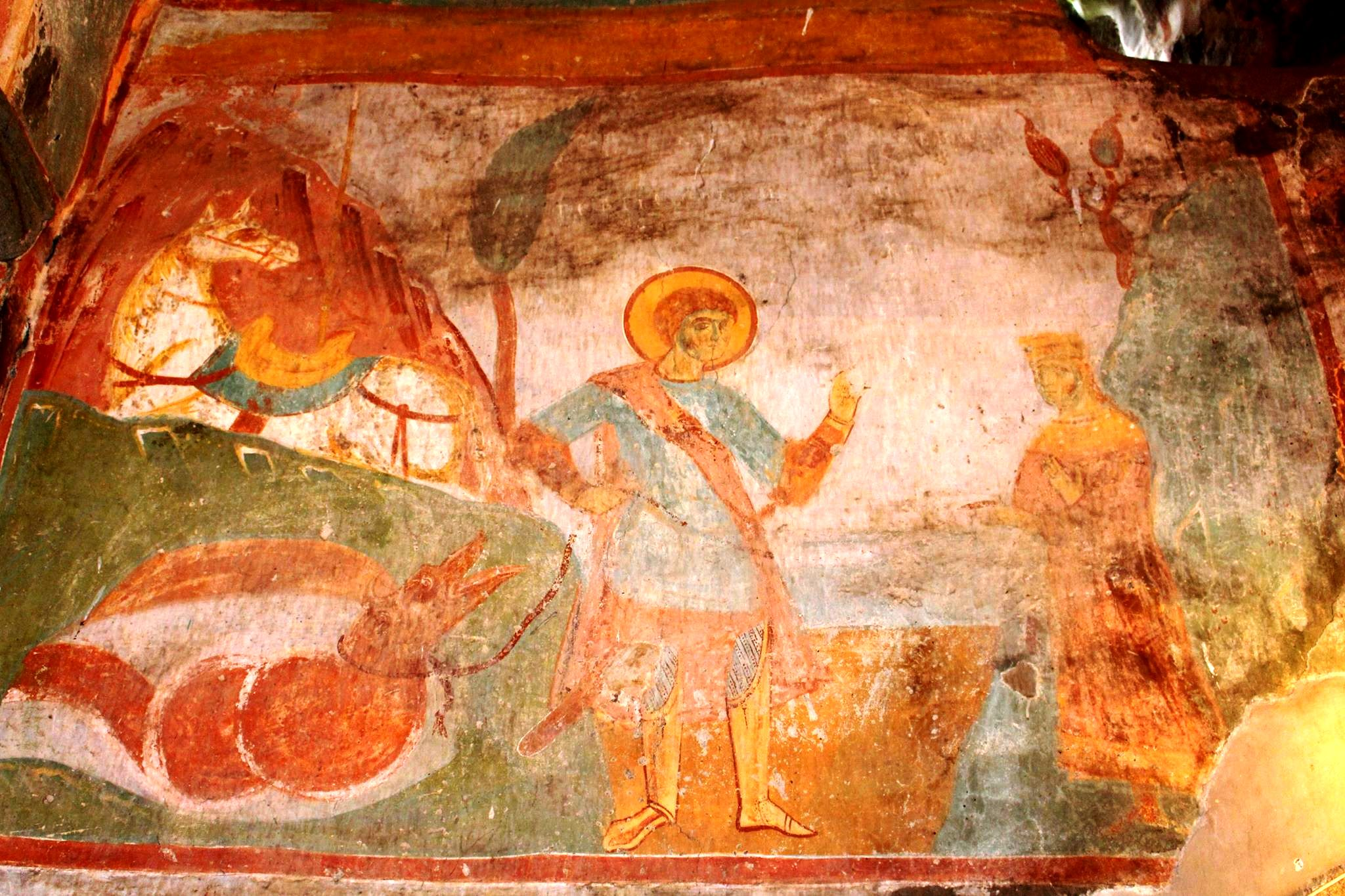
Achi : Saint-George et le dragon

La Gourie (en géorgien : გურია, gouria phonétiquement[pas clair]) est une région administrative de la Géorgie moderne. Elle a été une province historique du royaume géorgien et une république autoproclamée contre l'autorité du tsar Nicolas II en 1905. Son code ISO 3166-2 est GE-GU. Elle se situe dans le sud-ouest du pays, sur la mer Noire. Sa capitale est Ozourguéti.

## Géographie
La Gourie est entourée au nord par la région de Mingrélie, au nord-est par celle d'Iméréthie, au sud-est par celle de Samtskhé-Djavakhétie, au sud par l'Adjarie et à l'ouest par la mer Noire.

## Histoire
Le reliquaire émaillé du Monastère de Shemokmedi, réalisé au Xe siècle, est conservé aujourd'hui au Musée des Beaux-Arts de Tbilissi.
Dès le XIVe siècle, le duché de Gourie est sous le commandement d'un Gouriel ou Guriéli nom donné aux  souverains de Gourie.
Au XVe siècle, la Gourie devient une principauté. Mais au cours de différents conflits avec l'Empire ottoman, sa puissance est grandement diminuée et elle devient un protectorat
russe le 19 juin 1810, puis est annexée par la Russie en 1829.
Entre les soulèvements contre la domination russe en 1819 et 1841, la Gourie devient un comté en 1840, et est renommée en Ozourguéti, du nom de la ville principale de la région. Un mouvement d'opposition naît en 1902 et crée son propre gouvernement qui met en place la République de Gourie. Ce régime est défait en 1906 par une expédition punitive des Cosaques.
Après le retour à l'indépendance de la Géorgie, l'État crée en 1995 le mkhare (région) de Gourie, redonnant au territoire son nom original.

## Langue
Les Gouriens parle le géorgien.

## Démographie

### Évolution de la population (2011 à 2016)
Du 1er janvier 2011 au 1er janvier 2016, la population a diminué de 27 000 personnes. Si les surestimations administratives en sont une cause, la sous-estimation du phénomène de migration en est une autre : les mouvements de population des campagnes vers les villes (essentiellement Batoumi et Tbilissi) et des villes vers l'étranger se poursuivent.
| Année | Urbaine | Rurale  | Totale  |
| 2011  | 37 000  | 103 300 | 140 300 |
| 2012  | 37 100  | 103 200 | 140 300 |
| 2013  | 36 800  | 102 400 | 139 200 |
| 2014  | 36 800  | 102 000 | 138 800 |
| 2015  | 31 900  | 81 400  | 113 300 |
| 2016  | 31 800  | 81 200  | 113 000 |

### Répartition des principaux groupes ethniques (2014)
| Groupe ethnique | Population | Population |
| --------------- | ---------- | ---------- |
| Géorgiens       | 111 168    | 98,07 %    |
| Arméniens       | 1 228      | 1,08 %     |
| Russes          | 564        | 0,50 %     |
| Ukrainiens      | 141        | 0,12 %     |
| Azéris          | 34         | 0,03 %     |
| Ossètes         | 30         | 0,03 %     |
| Grecs           | 28         | 0,02 %     |
| Autres          | 157        | 0,14 %     |
| Total           | 113 350    | 100 %      |

## Subdivisions administratives

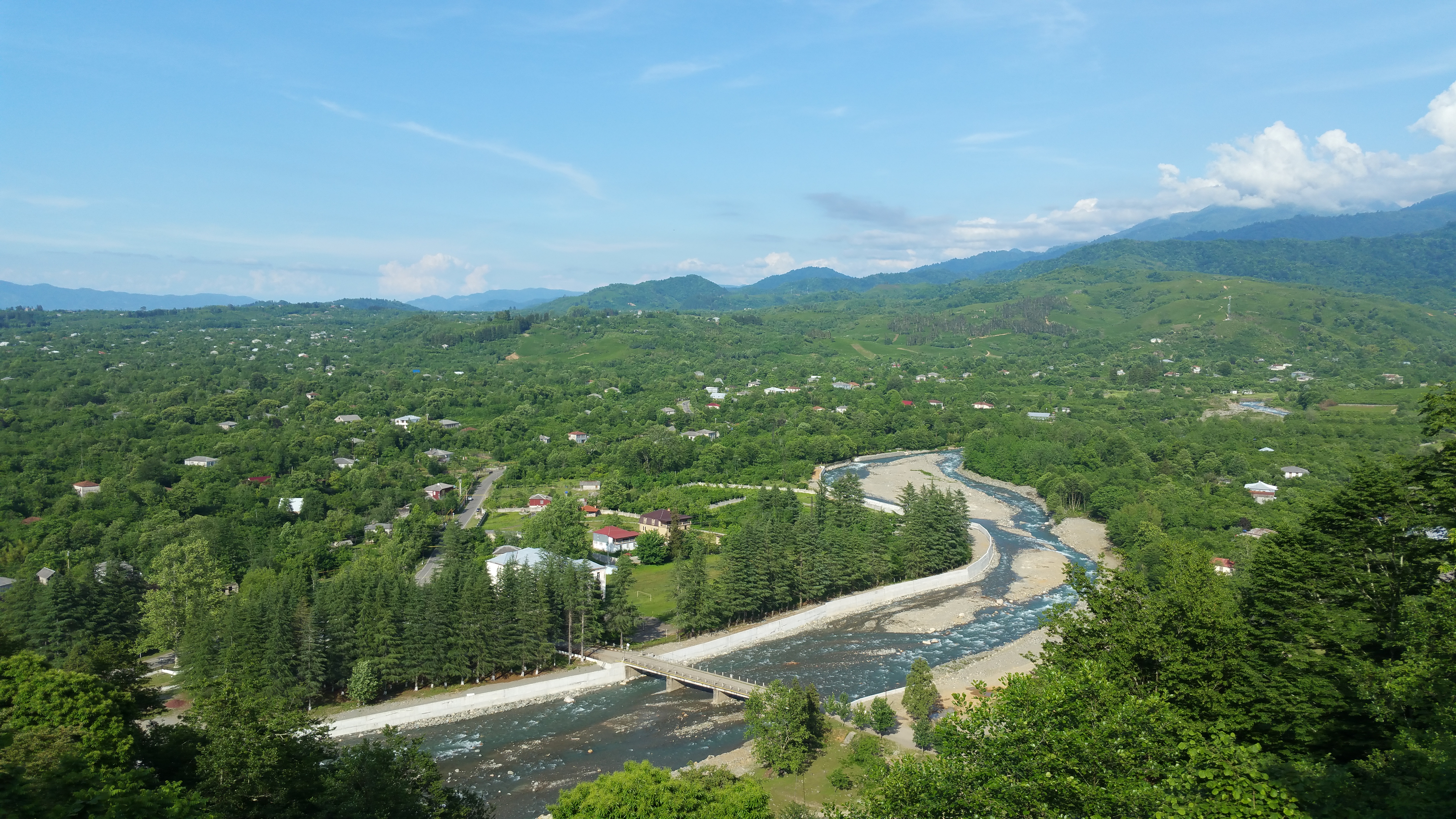
Chemokmedi (Gourie)

Elle est composée des districts de :
- Lantchkhouti,
- Ozourguéti,
- Tchokhataouri.

## Tourisme

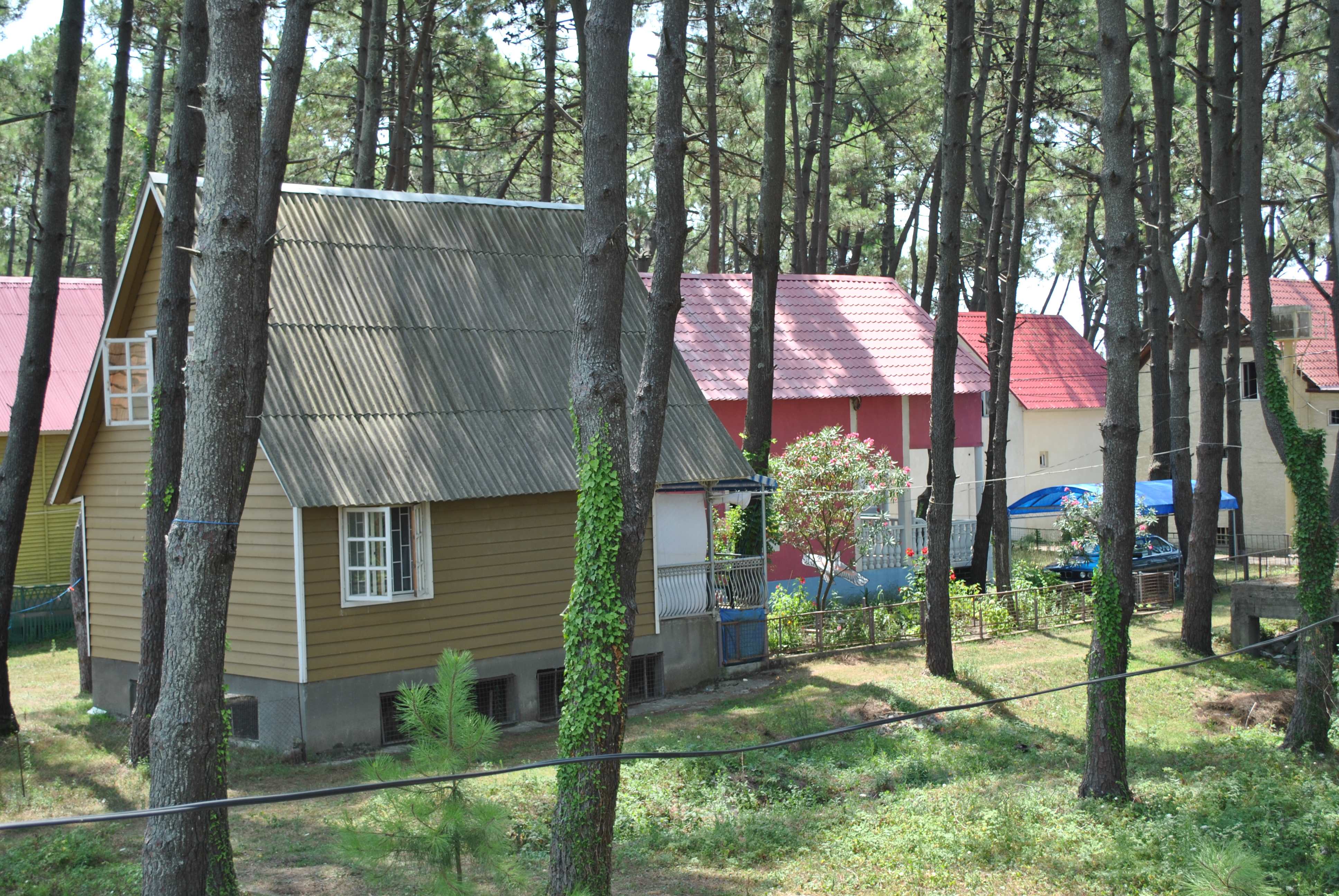
Grigoleti (Gourie)

Elle propose différents centres d'intérêts comme
- les chants polyphoniques gouriens caractérisés par une partie "yodlée", le krimatchouli, particulièrement complexes, laissant une large part à l'improvisation[5],
- les stations balnéaires de montagne, mont Gomi culminant à 2 700 mètres[6] ou Bakhmaro à 2 000 mètres[7],
- les stations balnéaires du bord de mer comme Grigoleti[8].
- Tchokhataouri, musée-maison de Nodar Doumbadzé, vallée de la Soupsa,
- Nabeghlavi, sources d'eau thermale,
- Baghmaro, station de montagne,
- Ozourguéti,
- Lantchkhouti...

## Personnalités liées à la région
- Noé Ramichvili, Président du 1er gouvernement de la République démocratique de Géorgie en 1918.
- Noé Jordania, Président des 2e et 3e gouvernements de la République démocratique de Géorgie de 1918 à 1921.
- Edouard Chevardnadze, Président de la République de Géorgie de 1995 à 2003.